# جغدان راستین
جغدان راستین (به لاتین: Strigidae)، که با نام‌های جغدان حقیقی و جغدان معمولی نیز خوانده می‌شود، تیره‌ای از راسته جغدسانان است.